# Черное-Бардуковское
Черное-Бардуковское — озеро в Мишеронском городском поселении Шатурского района Московской области, в 3 км к северу от деревни Бордуки.

## Физико-географическая характеристика
Происхождение озера ледниковое, но возможны также и карстовые процессы. Котловина имеет воронкообразную форму
Площадь — 0,3 км² (30 га), длина — около 800 м, ширина — около 600 м. Берега озера отлогие, низкие.
Глубина — 4-7 м, максимальная глубина достигает 7 м (по некоторым данным до 12 м). Дно песчаное, покрыто толстым слоем ила. Вода бурого цвета.
Среди водной растительности распространены тростник, осока, элодея, рдесты, также встречается камыш, стрелолист, кубышка, кувшинка, ряска, хвощ, водокрас лягушачий, частуха подорожниковая, земноводная гречиха, реже — рогоз, зелёные водоросли, канадский рис, полушник озёрный. В озере обитают щука, окунь, плотва, карась, карп, язь, ёрш, лещ, линь и др.
Озеро используется для рыболовства.